# Chór Uniwersytetu Rolniczego im. Hugona Kołłątaja w Krakowie
Chór Uniwersytetu Rolniczego w Krakowie – chór działający przy Uniwersytecie Rolniczym w Krakowie, założony w 2003 roku. Od początku jego istnienia funkcję opiekuna z ramienia Senatu UR pełni prof. Kazimierz Wiech, natomiast dyrygentką jest Joanna Gutowska-Kuźmicz.

## Historia
Głównym zadaniem chóru jest uczestniczenie i uświetnianie uroczystości swojej Alma Mater oraz promocja uczelni poza nią. Promując Uniwersytet Rolniczy chór koncertuje, bierze udział w konkursach i festiwalach w kraju i poza jego granicami. Występował min. w Macedonii (Skopje 2006 i Ochryda 2011), na Ukrainie, w Czechach i we Włoszech. Został zaproszony na Dni Muzyki Chóralnej w Knurowie w 2009 roku, na Międzynarodowy Festiwal Wschód-Zachód-Zbliżenia Radomsko 2006 oraz na Festiwal Duchowe Mosty Pojednania – Lwów 2007 i Krynica 2010. Natomiast w czerwcu 2009 roku chór wraz z orkiestrą Klubu Muzyki Współczesnej „Malwa” brał udział w projekcie „Droga św. Pawła”.
W 2006 roku chór nagrał swoją pierwszą płytę pt. „Gdzie słyszysz śpiew, tam wejdź” z różnorodną muzyką chóralną, a rok później wraz z chórami Uniwersytetu Jagiellońskiego i Uniwersytetu Jana Pawła II wziął udział w nagraniu płyty „Pieśń Rodzin Katyńskich” z muzyką Henryka Mikołaja Góreckiego, która w listopadzie 2008 roku została wydana przez wytwórnię fonograficzną EMI).

## Osiągnięcia
- Grand Prix - VII Wielopokoleniowy Przegląd Zespołów Chóralnych - Chrzanów 2011
- Srebrny dyplom - Ohrid Choir Festival - Ochryda 2011
- Złoty dyplom i Nagroda Specjalna Bydgoskiego oddziału TVP, oraz Nagroda za najlepsze wykonanie utworu Miserere Mei Grzegorza Miśkiewicza, – V Konkurs Pieśni Pasyjnej – Bydgoszcz 2011
- Grand Prix - XX Tyskie Wieczory Kolędowe - Tychy 2011
- Srebrny Dyplom - Krakowski Festiwal Pieśni Adwentowych i Bożonarodzeniowych - Kraków 2010
- Srebrny Dyplom - 20th International Festival of Advent and Christmas Music with Petr Eben Prize 2010 - Praga 2010
- Srebrne Pasmo - VI Rybnicka Jesień Chóralna - Rybnik 2010
- Grand Prix i Nagroda Publiczności oraz nagroda posła na Sejm RP Adama Krzyków za najlepsze wykonanie pieśni o tematyce mazurskiej - V Jubileuszowy Otwarty Ogólnopolski Turniej Chórów „O Miecz Juranda” - Spychowo 2010
- Złota Struna i I miejsce – XII Małopolski Konkurs Chórów - Niepołomice 2010
- Brązowy Dyplom - Międzynarodowy Konkurs Chóralny - Rimini 2009
- Srebrna Struna - X Małopolski Konkurs Chórów - Niepołomice 2008
- II miejsce – XVII Myślenicki Festiwal Pieśni Chóralnej „Kolędy i Pastorałki” – Myślenice 2008
- I miejsce – XIV Ogólnopolski Festiwal Kolęd i Pastorałek w Będzinie – Będzin 2008
- II miejsce – XIII Ogólnopolski Festiwal Kolęd i Pastorałek w Będzinie – Będzin 2007
- I miejsce – VIII Festiwal Chóralny „Cantio Lodziensis” w Łodzi – Łódź 2005
- Złota Struna - Małopolski Konkurs Chórów – Niepołomice 2005
- II miejsce – XIV Myślenicki Festiwal Pieśni Chóralnej „Kolędy i Pastorałki” – Myślenice 2005

## Nagrania
Chór dotychczas wydał płyty:
- 2006: Gdzie słyszysz śpiew, tam wejdź